# Shepherd’s Bush metróállomás
A Shepherd’s Bush a londoni metró egyik állomása a 2-es zónában, a Central line érinti.

## Története
1900. július 30-án adták át a Central London Railway végállomásaként, mely ma a Central line része. 1908. május 14-étől átmenő állomásként üzemel.

## Forgalom
| Járat | Útvonal | Gyakoriság     |
| ----- | --- | -------------- |
|       | (Epping és Hainault felől –) Leytonstone – Leyton – Stratford – Mile End – Bethnal Green – Liverpool Street – Bank – St. Paul’s – Chancery Lane – Holborn – Tottenham Court Road – Oxford Circus – Bond Street – Marble Arch – Lancaster Gate – Queensway – Notting Hill Gate – Holland Park – Shepherd’s Bush – White City (– tovább Ealing Broadway és West Ruislip felé) | 2-3 percenként |

## Átszállási kapcsolatok

Az állomás és környéke

| Állomás         | Átszállási kapcsolatok                                                           |
| --------------- | -------------------------------------------------------------------------------- |
| Shepherd’s Bush | Overground (Shepherd’s Bush vasútállomás) Helyi buszok (Shepherd’s Bush Station) |

## Fordítás
- Ez a szócikk részben vagy egészben  a   Shepherd's Bush tube station című angol Wikipédia-szócikk fordításán alapul.  Az eredeti cikk szerkesztőit annak laptörténete sorolja fel. Ez a jelzés csupán a megfogalmazás eredetét és a szerzői jogokat jelzi, nem szolgál a cikkben szereplő információk forrásmegjelöléseként.